# Lemming
A lemming (Lemmus) az emlősök (Mammalia) osztályában rágcsálók (Rodentia) rendjébe, ezen belül a hörcsögfélék (Cricetidae) családjába tartozó nem.

## Fajai
A nembe öt fajt sorolnak:
- amuri lemming (Lemmus amurensis) Vinogradov, 1924
- norvégiai lemming (Lemmus lemmus) Linnaeus, 1758 - típusfaj
- Lemmus portenkoi Tchernyavsky, 1967 - korábban a Lemmus sibiricus alfajának tekintették
- szibériai lemming (Lemmus sibiricus) Kerr, 1792
- Lemmus trimucronatus Richardson, 1825 - korábban a Lemmus sibiricus alfajának tekintették

## Források

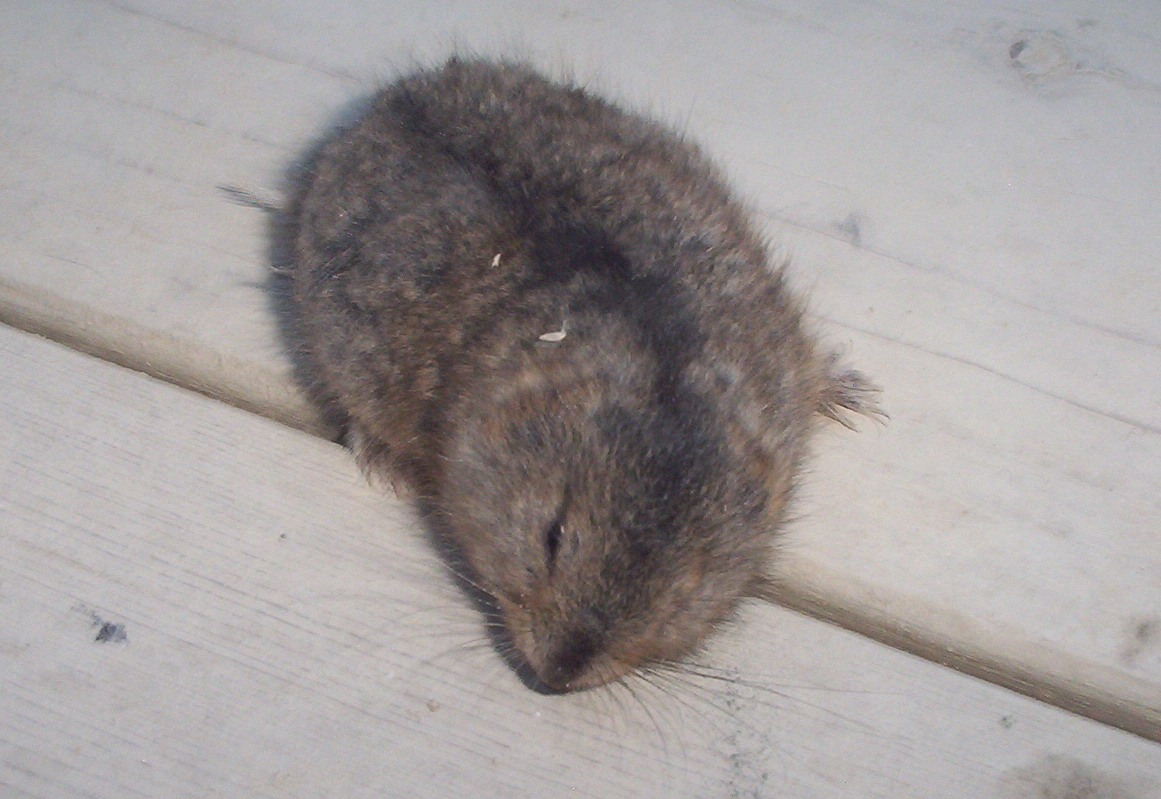
Lemmus trimucronatus